# François-Xavier Maistre
Pour les articles homonymes, voir Maistre et Familles de Maistre.
François-Xavier Maistre, alias François-Xavier de Maistre, dit Comte Maistre, né le 27 novembre 1705 à Aspremont (alors comté de Nice des États de Savoie), mort le 16 janvier 1789 à Chambery (alors duché de Savoie du royaume de Sardaigne), président du sénat de Savoie à Chambéry. Il est le fondateur de la famille de Maistre (Savoie) dont de nombreux descendants se sont illustrés au service de leur pays.

## Biographie
François-Xavier Maistre est savoisien d'origine niçoise. Il est né le 20 novembre 1705 à Aspremont, dans le comté de Nice. Il est le fils d'André Maistre (1661-1722), négociant, deuxième syndic de Nice (1708- 1709) et d'Henriette, alias Angèle, Berengero,. André Maistre est syndic de Nice au cours des années 1708 et 1709. Il a marié sa sœur, Angèle Maistre, à Germano, comte de Villefranche, seigneur de Peillon (Peglione) et confié tous ses fils au collège des jésuites, voisins de sa propriété niçoise.
François-Xavier Maistre poursuit ses études au collège des Jésuites de Nice, puis au collège des docteurs des lois ou Jurisconsultes de Nice, avant de rejoindre l'université de Turin.
Son appartenance au Souverain Sénat de Savoie à partir du 17 mars 1740 lui confère la noblesse  ainsi qu'à ses  descendants par voie héréditaire. C'est donc l'année 1740 qui doit être retenue comme date d'accession à la noblesse de la famille Maistre en duché de Savoie. Le texte des Patentes royales du 17 décembre 1774 (le nommant substitut surnuméraire de l'Avocat fiscal général du Sénat de Savoie) confirme qu'il était déjà considéré comme noble à cette date mais c'est en 1778 qu'il reçoit le titre et la dignité de comte. La famille ne porte alors pas de particule. Elle est composée de douze enfants, dont neuf furent baptisés en la cathédrale Sainte-Réparate de Nice. Parmi les  frères de François-Xavier, trois sont rentrés dans les ordres, dont Joseph-André, religieux Augustin, maître provincial et professeur de théologie sacrée aux royales écoles de Nice. Un autre de ses frères, Jean-Baptiste est avocat à Nice.  
François-Xavier Maistre épouse le 7 avril 1750, en la paroisse Saint-Léger de Chambéry, Christine Demotz de La Salle (1727-1774), d'une famille noble originaire de Rumilly (fille de Joseph Demotz (1699-1769), Sénateur honoraire et juge mage de Savoie et de Marie Fortis). De cette union sont issus quinze enfants, dont dix vivants, parmi lesquels le philosophe Joseph de Maistre, l’écrivain Xavier de Maistre et André-Marie de Maistre, nommé évêque d'Aoste. Le cousin germain de François-Xavier est Jean-François Maistre (1698-1760), comte de Castelgrana et Carraz, second président de la chambre royale des comptes à Turin. Dans la famille Maistre, François-Xavier est le fondateur de la branche savoisienne, son cousin Jean-François est le fondateur de la branche piémontaise.
Issu d’une famille d'avocats et de marchands, François-Xavier Maistre exerce au sénat de Nice. En 1740, il est transféré par décision royale du sénat de Nice au sénat de Savoie. Promu sénateur au sénat de Savoie, il prend ses fonctions à Chambéry. Sénateur, puis second président du sénat, il mène une carrière brillante. Il est notamment l'artisan principal, avec le président Salteur et le chancelier Caissotti, des Royales Constitutions de 1770 promulguées par Charles-Emmanuel III .
Le président François-Xavier Maistre est décédé en fonction à Chambéry, à l'âge de 84 ans, le 16 janvier 1789,.

## Carrière
Les étapes principales de la carrière du comte sont :
1729, avocat à Nice ;
1730, substitut de l'avocat des pauvres ;
1738, nommé au bureau de l'avocat fiscal général de Nice ;
1740, promu sénateur, transféré par décision royale au sénat de Savoie à Chambéry, prend le titre d'avocat fiscal général. Son appartenance au Sénat de Savoie entraine statutairement l'agrégation de sa famille à la noblesse du duché de Savoie ;
1749, prend la direction du parquet ;
1761, se rend à Turin pour participer à l'édit d'affranchissement ;
1764, 25 novembre, nommé second président du sénat de Savoie (le premier président étant Jacques Salteur), ;
1768, nommé à la présidence du conseil de réforme pour réorganiser l'enseignement universitaire dans le duché, et rédacteur à la commission de législation pour les Royales Constitutions de 1770 ;
1778, reçoit le titre et la  dignité de comte  pour lui et ses descendants par ordre de primogéniture ;
1785, conservateur général des apanages des altesses royales en Savoie ;
1789, 16 janvier, sur les 4 heures du soir, décès de François-Xavier comte Maistre.

## Union et Postérité
François-Xavier Maistre épouse le 7 avril 1750 Christine de Motz de La Salle (alias Demotz) (1727-1774). Elle est la fille de Joseph de Motz de La Salle (1699-1769), juge mage de Savoie, et de Marie Fortis. Le couple a 15 enfants, dont 10 vivants. 
- Marie-Josephte (1751-1751).
- Marie-Jacqueline (1751-1751).
- Joseph (1753-1821). ∞ (1786) Françoise de Morand de Saint-Sulpice (1759-1839), filles colonel du régiment de Chablais Jean-Pierre de Morand (1703-1759) et d'Anne-Marie Favier du Noyer (1732-1812), dont il a trois enfants : leur fils Rodolphe de Maistre (1789-1866) est l'ancêtre de tous les Maistre d'origine savoisienne.
- Jeanne Baptiste Françoise (1754-1759).
- Marie-Christine (1755-1814). ∞ (1778) Pierre-Louis de Vignet (1733-1806). Elle a trois enfants, dont le sénateur François-Xavier de Vignet (1780-1844).
- Nicolas (1756-1837), colonel du régiment de Savoie, chevalier de l'ordre des Saints-Maurice-et-Lazare. ∞ (1802) sa cousine Marthe Perrin d'Avressieux dont il a un fils, Éloi de Maistre , né en 1805, mort prématurément en 1806. Il participe, en 1815, à la délégation royaliste savoyarde conduite par l'évêque d'Annecy Claude-François de Thiollaz, chargée d'obtenir la restitution des États de Savoie à Victor-Emmanuel Ier[n 14].
- André-Marie (1757-1818), nommé évêque d'Aoste, juste avant sa mort en 1818.
- Anne (1758-1822). ∞ (1796) Jacques-Alexis Vichard de Saint-Réal (1746-1832) dont elle a une fille, Elisabeth, future comtesse de Foras, mère du comte Amédée de Foras, auteur de l'Armorial et nobiliaire de l'ancien duché de Savoie.
- Marie-Marthe (1759-1826). Elle est religieuse Ursuline sous le nom de sœur Eulalie.
- N. (née et décédée le 21 octobre 1760).
- Jeanne-Baptiste, dite Jenny[n 15].(1762-1834). ∞ (1794) Charles-François de Buttet (1738-1797), colonel d'Artillerie, dont elle a un fils, Louis-Éloi-Audifax de Buttet (1795-1877)[n 16].
- Xavier (1763-1852). ∞ (1813) Sophie Zagriaski (1778-1851) dont il a quatre enfants morts jeunes.
- Marie-Thérèse (1765-1832). ∞ (1792) le chevalier Nicolas Constantin de Moussy (1764-1816), dont elle a cinq enfants.
- Eugène Claude (1767-1771).
- Victor (1771-1801), officier aux Dragons de Sardaigne. Mort sans alliance.

## Citations
« Charles-Emmanuel III acheva le monument législatif dont Marie-Jeanne de Savoie-Nemours avait esquissé le plan et Victor-Amédée II fait le gros œuvre. Il s'appliqua à en unifier encore les dispositions, à en perfectionner les détails, à en polir les aspérités; de cette révision définitive sortirent ces Royales Constitutions de 1770, qui sont la base fondamentale du droit public et civil moderne...Maistre et Salteur furent les principaux ouvriers de cette codification éminemment libérale pour l'époque. 
...Cette œuvre superbe, dès 1770, mit le petit royaume de Sardaigne à la tête du progrès législatif en Europe, laissant bien loin derrière elle sa grande voisine, la France. Lorsque les cahiers contenant les observations du Sénat furent achevés, sa Majesté appela Maistre à Turin pour lui en exposer les grandes lignes et participer aux travaux de la commission de législation instituée dans la capitale. Le magistrat savoyard s'acquitta de sa tâche avec une telle supériorité que le roi, qui présidait en personne, le chargea de la rédaction définitive du code. »

« Le comte François-Xavier Maistre est décédé le 16 janvier 1789 en son hôtel de la place Saint-léger à Chambéry. Les funérailles du grand magistrat eurent lieu avec une pompe extraordinaire. Victor-Amédée III, dans un message au Premier Président, exprima les regrets que lui causait la perte de ce serviteur fidèle, associé à l'œuvre législative du règne de Charles-Emmanuel III, de celui qui, le 22 mars 1773, était allé au pied du trône, porter au nouveau roi les hommages du peuple de Savoie. Le Sénat tout entier assista aux funérailles. Les royales Finances ont fourni dix-huit flambeaux et dix-huit écussons, lesdits flambeaux pesant chacun trois livres. Le Gouverneur, les troupes de la garde, et, ce qui valait mieux encore, le peuple de Chambéry, les pauvres qui vénéraient le Président,  l'accompagnèrent à sa dernière demeure. »

François Descotes, Joseph de Maistre Avant la Révolution. Souvenir de la Société d'autrefois, Picard, Paris, 1893.